# (27362) Morganroche
(27362) Morganroche est un astéroïde de la ceinture principale découvert en 2000.

## Description
(27362) Morganroche a été découvert le 2 mars 2000 à l'observatoire de l'université du Mont John, situé près du lac Tekapo en Nouvelle-Zélande, par Nigel Brady.

### Caractéristiques orbitales
L'orbite de cet astéroïde est caractérisée par un demi-grand axe de 3,3 UA, un périhélie de 2,93 UA, une excentricité de 0,03 et une inclinaison de 1,68° par rapport à l'écliptique. Du fait de ces caractéristiques, à savoir un demi-grand axe compris entre 2 et 3,2 UA et un périhélie supérieur à 1,666 UA, il est classé, selon la JPL Small-Body Database, comme objet de la ceinture principale d'astéroïdes.

### Caractéristiques physiques
(27362) 2000 EO a une magnitude absolue (H) de 14,6 et un albédo estimé à 0,036.